# Eleições legislativas portuguesas de 1985 no distrito da Guarda
| Eleições legislativas portuguesas de 1985 Distritos: Aveiro \| Beja \| Braga \| Bragança \| Castelo Branco \| Coimbra \| Évora \| Faro \| Guarda \| Leiria \| Lisboa \| Portalegre \| Porto \| Santarém \| Setúbal \| Viana do Castelo \| Vila Real \| Viseu \| Açores \| Madeira \| Estrangeiro |

## Resultados por Concelho
Os resultados nos concelhos do Distrito da Guarda foram os seguintes:

### Aguiar da Beira
| Partido                 | Partido                       | Votos | %               | +/-   |
| ----------------------- | ----------------------------- | ----- | --------------- | ----- |
|                         | Partido Social Democrata      | 1 611 | 39,79 / 100,00  | 3,32  |
|                         | Centro Democrático e Social   | 1 215 | 30,01 / 100,00  | 10,76 |
|                         | Partido Socialista            | 443   | 10,94 / 100,00  | 4,92  |
|                         | Partido Renovador Democrático | 333   | 8,22 / 100,00   | Novo  |
|                         | Partido da Democracia Cristã  | 65    | 1,61 / 100,00   | 1,13  |
|                         | Aliança Povo Unido            | 52    | 1,28 / 100,00   | 0,57  |
|                         | Outros                        | 94    | 2,32 / 100,00   |       |
| Votos Inválidos         | Votos Inválidos               | 236   | 5,83 / 100,00   | 1,74  |
| Total                   | Total                         | 4 049 | 100,00 / 100,00 |       |
| Eleitorado/Participação | Eleitorado/Participação       | 5 638 | 71,82 / 100,00  | 2,28  |

### Almeida
| Partido                 | Partido                       | Votos | %               | +/-  |
| ----------------------- | ----------------------------- | ----- | --------------- | ---- |
|                         | Partido Social Democrata      | 2 066 | 31,67 / 100,00  | 0,68 |
|                         | Centro Democrático e Social   | 1 960 | 30,04 / 100,00  | 5,61 |
|                         | Partido Socialista            | 1 120 | 17,17 / 100,00  | 7,04 |
|                         | Partido Renovador Democrático | 611   | 9,37 / 100,00   | Novo |
|                         | Aliança Povo Unido            | 239   | 3,66 / 100,00   | 1,02 |
|                         | Partido da Democracia Cristã  | 157   | 2,41 / 100,00   | 1,90 |
|                         | Outros                        | 127   | 1,94 / 100,00   |      |
| Votos Inválidos         | Votos Inválidos               | 244   | 3,74 / 100,00   | 0,74 |
| Total                   | Total                         | 6 524 | 100,00 / 100,00 |      |
| Eleitorado/Participação | Eleitorado/Participação       | 8 642 | 75,49 / 100,00  | 2,31 |

### Celorico da Beira
| Partido                 | Partido                       | Votos | %               | +/-  |
| ----------------------- | ----------------------------- | ----- | --------------- | ---- |
|                         | Partido Social Democrata      | 2 184 | 39,63 / 100,00  | 5,67 |
|                         | Centro Democrático e Social   | 1 133 | 20,56 / 100,00  | 5,16 |
|                         | Partido Socialista            | 1 123 | 20,38 / 100,00  | 9,87 |
|                         | Partido Renovador Democrático | 376   | 6,82 / 100,00   | Novo |
|                         | Aliança Povo Unido            | 256   | 4,65 / 100,00   | 1,82 |
|                         | Partido da Democracia Cristã  | 83    | 1,51 / 100,00   | 0,84 |
|                         | Outros                        | 141   | 2,56 / 100,00   |      |
| Votos Inválidos         | Votos Inválidos               | 215   | 3,90 / 100,00   | 0,87 |
| Total                   | Total                         | 5 511 | 100,00 / 100,00 |      |
| Eleitorado/Participação | Eleitorado/Participação       | 8 101 | 68,03 / 100,00  | 4,25 |

### Figueira de Castelo Rodrigo
| Partido                 | Partido                       | Votos | %               | +/-  |
| ----------------------- | ----------------------------- | ----- | --------------- | ---- |
|                         | Partido Social Democrata      | 2 172 | 41,55 / 100,00  | 2,62 |
|                         | Partido Socialista            | 1 222 | 23,38 / 100,00  | 9,70 |
|                         | Centro Democrático e Social   | 801   | 15,32 / 100,00  | 3,76 |
|                         | Partido Renovador Democrático | 409   | 7,82 / 100,00   | Novo |
|                         | Aliança Povo Unido            | 193   | 3,69 / 100,00   | 0,56 |
|                         | Partido da Democracia Cristã  | 72    | 1,38 / 100,00   | 1,04 |
|                         | Outros                        | 169   | 3,22 / 100,00   |      |
| Votos Inválidos         | Votos Inválidos               | 189   | 3,61 / 100,00   | 0,42 |
| Total                   | Total                         | 5 227 | 100,00 / 100,00 |      |
| Eleitorado/Participação | Eleitorado/Participação       | 7 346 | 71,15 / 100,00  | 0,06 |

### Fornos de Algodres
| Partido                 | Partido                       | Votos | %               | +/-   |
| ----------------------- | ----------------------------- | ----- | --------------- | ----- |
|                         | Partido Social Democrata      | 1 485 | 36,39 / 100,00  | 4,58  |
|                         | Centro Democrático e Social   | 1 000 | 24,50 / 100,00  | 4,70  |
|                         | Partido Socialista            | 808   | 19,80 / 100,00  | 10,09 |
|                         | Partido Renovador Democrático | 344   | 8,43 / 100,00   | Novo  |
|                         | Aliança Povo Unido            | 162   | 3,97 / 100,00   | 1,08  |
|                         | Partido da Democracia Cristã  | 54    | 1,32 / 100,00   | 0,53  |
|                         | União Democrática Popular     | 45    | 1,10 / 100,00   | 0,74  |
|                         | Outros                        | 62    | 1,52 / 100,00   |       |
| Votos Inválidos         | Votos Inválidos               | 121   | 2,97 / 100,00   | 0,05  |
| Total                   | Total                         | 4 081 | 100,00 / 100,00 |       |
| Eleitorado/Participação | Eleitorado/Participação       | 5 505 | 74,13 / 100,00  | 2,35  |

### Gouveia
| Partido                 | Partido                       | Votos  | %               | +/-   |
| ----------------------- | ----------------------------- | ------ | --------------- | ----- |
|                         | Partido Social Democrata      | 3 215  | 28,96 / 100,00  | 1,52  |
|                         | Partido Socialista            | 3 118  | 28,09 / 100,00  | 11,86 |
|                         | Partido Renovador Democrático | 1 603  | 14,44 / 100,00  | Novo  |
|                         | Centro Democrático e Social   | 1 520  | 13,69 / 100,00  | 3,33  |
|                         | Aliança Povo Unido            | 790    | 7,12 / 100,00   | 1,05  |
|                         | União Democrática Popular     | 112    | 1,01 / 100,00   | 0,41  |
|                         | Outros                        | 332    | 3,00 / 100,00   |       |
| Votos Inválidos         | Votos Inválidos               | 410    | 3,69 / 100,00   | 0,39  |
| Total                   | Total                         | 11 100 | 100,00 / 100,00 |       |
| Eleitorado/Participação | Eleitorado/Participação       | 15 731 | 70,56 / 100,00  | 2,15  |

### Guarda
| Partido                 | Partido                       | Votos  | %               | +/-   |
| ----------------------- | ----------------------------- | ------ | --------------- | ----- |
|                         | Partido Socialista            | 7 527  | 30,28 / 100,00  | 15,92 |
|                         | Partido Social Democrata      | 6 819  | 27,44 / 100,00  | 4,17  |
|                         | Centro Democrático e Social   | 4 092  | 16,46 / 100,00  | 2,32  |
|                         | Partido Renovador Democrático | 3 230  | 13,00 / 100,00  | Novo  |
|                         | Aliança Povo Unido            | 1 281  | 5,15 / 100,00   | 0,31  |
|                         | Partido da Democracia Cristã  | 284    | 1,14 / 100,00   | 0,46  |
|                         | Outros                        | 687    | 2,76 / 100,00   |       |
| Votos Inválidos         | Votos Inválidos               | 935    | 3,76 / 100,00   | 0,41  |
| Total                   | Total                         | 24 855 | 100,00 / 100,00 |       |
| Eleitorado/Participação | Eleitorado/Participação       | 33 570 | 74,04 / 100,00  | 3,62  |

### Manteigas
| Partido                 | Partido                       | Votos | %               | +/-   |
| ----------------------- | ----------------------------- | ----- | --------------- | ----- |
|                         | Partido Socialista            | 584   | 22,76 / 100,00  | 16,05 |
|                         | Partido Renovador Democrático | 564   | 21,98 / 100,00  | Novo  |
|                         | Centro Democrático e Social   | 420   | 16,37 / 100,00  | 5,69  |
|                         | Partido Social Democrata      | 416   | 16,21 / 100,00  | 1,63  |
|                         | Aliança Povo Unido            | 354   | 13,80 / 100,00  | 1,04  |
|                         | União Democrática Popular     | 34    | 1,33 / 100,00   | 0,68  |
|                         | Outros                        | 72    | 2,81 / 100,00   |       |
| Votos Inválidos         | Votos Inválidos               | 122   | 4,75 / 100,00   | 0,54  |
| Total                   | Total                         | 2 566 | 100,00 / 100,00 |       |
| Eleitorado/Participação | Eleitorado/Participação       | 3 480 | 73,74 / 100,00  | 0,03  |

### Mêda
| Partido                 | Partido                       | Votos | %               | +/-  |
| ----------------------- | ----------------------------- | ----- | --------------- | ---- |
|                         | Centro Democrático e Social   | 1 389 | 30,41 / 100,00  | 3,92 |
|                         | Partido Social Democrata      | 1 376 | 30,12 / 100,00  | 2,46 |
|                         | Partido Socialista            | 812   | 17,78 / 100,00  | 6,65 |
|                         | Partido Renovador Democrático | 445   | 9,74 / 100,00   | Novo |
|                         | Aliança Povo Unido            | 120   | 2,63 / 100,00   | 0,08 |
|                         | Partido da Democracia Cristã  | 94    | 2,06 / 100,00   | 1,50 |
|                         | Outros                        | 110   | 2,40 / 100,00   |      |
| Votos Inválidos         | Votos Inválidos               | 222   | 4,86 / 100,00   | 1,27 |
| Total                   | Total                         | 4 568 | 100,00 / 100,00 |      |
| Eleitorado/Participação | Eleitorado/Participação       | 6 961 | 65,62 / 100,00  | 5,72 |

### Pinhel
| Partido                 | Partido                       | Votos  | %               | +/-  |
| ----------------------- | ----------------------------- | ------ | --------------- | ---- |
|                         | Partido Social Democrata      | 3 081  | 41,03 / 100,00  | 5,55 |
|                         | Centro Democrático e Social   | 1 484  | 19,76 / 100,00  | 7,94 |
|                         | Partido Socialista            | 1 338  | 17,82 / 100,00  | 6,64 |
|                         | Partido Renovador Democrático | 658    | 8,76 / 100,00   | Novo |
|                         | Aliança Povo Unido            | 350    | 4,66 / 100,00   | 0,26 |
|                         | Partido da Democracia Cristã  | 153    | 2,04 / 100,00   | 1,02 |
|                         | Outros                        | 193    | 2,56 / 100,00   |      |
| Votos Inválidos         | Votos Inválidos               | 252    | 3,36 / 100,00   | 0,87 |
| Total                   | Total                         | 7 509  | 100,00 / 100,00 |      |
| Eleitorado/Participação | Eleitorado/Participação       | 11 501 | 65,29 / 100,00  | 2,99 |

### Sabugal
| Partido                 | Partido                       | Votos  | %               | +/-  |
| ----------------------- | ----------------------------- | ------ | --------------- | ---- |
|                         | Partido Social Democrata      | 4 116  | 36,25 / 100,00  | 1,50 |
|                         | Centro Democrático e Social   | 2 815  | 24,79 / 100,00  | 8,50 |
|                         | Partido Socialista            | 2 096  | 18,46 / 100,00  | 2,84 |
|                         | Partido Renovador Democrático | 868    | 7,64 / 100,00   | Novo |
|                         | Partido da Democracia Cristã  | 277    | 2,44 / 100,00   | 1,48 |
|                         | Aliança Povo Unido            | 253    | 2,23 / 100,00   | 0,14 |
|                         | Outros                        | 325    | 2,87 / 100,00   |      |
| Votos Inválidos         | Votos Inválidos               | 606    | 5,33 / 100,00   | 0,34 |
| Total                   | Total                         | 11 356 | 100,00 / 100,00 |      |
| Eleitorado/Participação | Eleitorado/Participação       | 16 333 | 69,53 / 100,00  | 1,96 |

### Seia
| Partido                 | Partido                       | Votos  | %               | +/-   |
| ----------------------- | ----------------------------- | ------ | --------------- | ----- |
|                         | Partido Social Democrata      | 5 590  | 30,84 / 100,00  | 0,60  |
|                         | Partido Socialista            | 5 040  | 27,80 / 100,00  | 13,48 |
|                         | Centro Democrático e Social   | 2 426  | 13,38 / 100,00  | 1,59  |
|                         | Partido Renovador Democrático | 2 400  | 13,24 / 100,00  | Novo  |
|                         | Aliança Povo Unido            | 1 575  | 8,69 / 100,00   | 0,60  |
|                         | Partido da Democracia Cristã  | 229    | 1,26 / 100,00   | 0,72  |
|                         | Outros                        | 409    | 2,25 / 100,00   |       |
| Votos Inválidos         | Votos Inválidos               | 458    | 2,52 / 100,00   | 0,90  |
| Total                   | Total                         | 18 127 | 100,00 / 100,00 |       |
| Eleitorado/Participação | Eleitorado/Participação       | 24 554 | 73,83 / 100,00  | 1,77  |

### Trancoso
| Partido                 | Partido                       | Votos  | %               | +/-  |
| ----------------------- | ----------------------------- | ------ | --------------- | ---- |
|                         | Partido Social Democrata      | 3 374  | 44,20 / 100,00  | 3,11 |
|                         | Centro Democrático e Social   | 1 489  | 19,50 / 100,00  | 6,33 |
|                         | Partido Socialista            | 1 079  | 14,13 / 100,00  | 8,27 |
|                         | Partido Renovador Democrático | 697    | 9,13 / 100,00   | Novo |
|                         | Aliança Povo Unido            | 255    | 3,34 / 100,00   | 0,33 |
|                         | Partido da Democracia Cristã  | 106    | 1,39 / 100,00   | 0,38 |
|                         | Outros                        | 175    | 2,28 / 100,00   |      |
| Votos Inválidos         | Votos Inválidos               | 459    | 6,02 / 100,00   | 1,16 |
| Total                   | Total                         | 7 634  | 100,00 / 100,00 |      |
| Eleitorado/Participação | Eleitorado/Participação       | 10 790 | 70,75 / 100,00  | 4,43 |

### Vila Nova de Foz Côa
| Partido                 | Partido                       | Votos | %               | +/-  |
| ----------------------- | ----------------------------- | ----- | --------------- | ---- |
|                         | Partido Social Democrata      | 2 350 | 39,89 / 100,00  | 0,36 |
|                         | Partido Socialista            | 1 226 | 20,81 / 100,00  | 5,27 |
|                         | Centro Democrático e Social   | 1 096 | 18,60 / 100,00  | 3,58 |
|                         | Partido Renovador Democrático | 391   | 6,64 / 100,00   | Novo |
|                         | Aliança Povo Unido            | 333   | 5,65 / 100,00   | 0,23 |
|                         | Partido da Democracia Cristã  | 82    | 1,39 / 100,00   | 0,93 |
|                         | Outros                        | 160   | 2,71 / 100,00   |      |
| Votos Inválidos         | Votos Inválidos               | 253   | 4,30 / 100,00   | 0,05 |
| Total                   | Total                         | 5 891 | 100,00 / 100,00 |      |
| Eleitorado/Participação | Eleitorado/Participação       | 8 839 | 66,65 / 100,00  | 5,96 |